# تپه درمشکالنو
تپه خداآفرین مربوط به مس و سنگ است و در شهرستان خداآفرین، بخش مرکزی، دهستان بسطاملو، روستای درمشکانلو واقع شده و این اثر در تاریخ ۲۵ آبان ۱۳۸۷ با شمارهٔ ثبت ۲۳۶۱۶ به‌عنوان یکی از آثار ملی ایران به ثبت رسیده است.